# Мартана
Мартана (итал. Isola Martana) — остров в Италии, один из двух островов на озере Больсена в кратере потухшего вулкана к северу от Рима. Расположен напротив города Марта, от которого и получил название, к юго-востоку от острова Бизентина. Наивысшая точка — 373 м над уровнем моря. Административно относится к коммуне Марта в провинции Витербо в области Лацио.
После того как Теодахад был коронован в ноябре 534 года, он велел арестовать свою двоюродную сестру, хранительницу престола Амаласунту, дочь и преемницу остготского короля Теодориха Великого и отвезти её на остров. Здесь остготскую правительницу весной 535 года и убили с согласия Теодахада родственники трёх готов, казнённых по её приказу. По Иордану Амаласунта была задушена в бане.